# Hornets d'Alabama State
Les Hornets d'Alabama State représentent l'université d'État d'Alabama à Montgomery en Alabama, en sport interuniversitaire. 
Ils regroupent seize équipes comprenant des équipes de basketball masculin et féminin, de ski de fond, de golf, de tennis et d'athlétisme; le bowling, le soccer, le softball et le volleyball réservés aux femmes ainsi que le baseball et le football américain réservés aux hommes. Les Hornets participent à la division I de la NCAA et sont membres de la Southwestern Athletic Conference. 
Russell Athletic est le sponsor actuel du département des sports de cette université.